# Утагава Кунимаса
Утагава Кунимаса (яп. 歌川 国政, 1773 — 26.12.1810) — мастер укиё-э, родом из Айдзу, провинция Ивасиро. Работал в жанре театральной гравюры якуся-э. Прославился простыми и выразительными портретами актёров кабуки, изображавшими их в гриме.
Кунимаса Утагава переехал в Эдо (современный Токио) и работал в магазине красок, где молодого человека заметил прославленный мастер Тоёкуни Утагава. Вместе с ним Кунимаса Утагава выполнил восемнадцать эскизов для альбома «Портретная энциклопедия знаменитых актёров» (1799).
Утагава стремился передать особенности характера актёра. Узнать его работы можно по отличительному расположению героев портрета — максимально приближенное изображение персонажа в профиль или анфас, полностью заполняющее пространство картины. Графичность работ подчёркивалась чередованием тонких и широких линий. Одним из любопытных направлений творчества является также «мемориальный портрет», выполненный в память об ушедшем актёре. Такие портреты печатались большим тиражом и продавались, чтобы любой желающий мог помолиться за упокой души умершего.
Работы Утагавы часто сравнивают с произведениями Тосюсая Сяраку.
Работал не более десяти лет и рано ушёл из жизни, однако несмотря на это, художник утвердился как один из самобытнейших мастеров укиё-э.